# كيلي سميث (لاعبة كرة قدم)
كيلي سميث (بالإنجليزية: Kelly Smith)‏ (و. 1978  م) هي لاعبة كرة قدم، من المملكة المتحدة، ولدت في واتفورد، شاركت في ألعاب أولمبية صيفية 2012، تلعب كمهاجمة.

## جوائز
حصلت على جوائز منها:
- عضو رتبة الإمبراطورية البريطانية.

## روابط خارجية
- كيلي سميث على موقع الاتحاد الدولي (مؤرشف)  (الإنجليزية)
- كيلي سميث على موقع الاتحاد الأوربي (الإنجليزية)
- كيلي سميث على موقع قاعدة بيانات كرة القدم.إي يو (الإنجليزية)
- كيلي سميث على موقع Soccerway.com (الإنجليزية)
- كيلي سميث على موقع أوليمبيديا (الإنجليزية)
- كيلي سميث على موقع اللجنة الأولمبية البريطانية (الإنجليزية)